# Retrato de Burkard von Speyer
El Retrato de Burkard von Speyer es un óleo sobre tabla de 32 x 27 cm de Alberto Durero, firmado y fechado en 1506, y conservado en la Royal Collection en el Castillo de Windsor.

## Historia
La obra se remonta a la segunda estancia veneciana de Durero y retrata a Burkard von Speyer, es decir Burcardus de Burcardis (en latín) originario de Espira en Alemania, el capellán de la iglesia de San Bartolomé de Venecia en la cual se reunía la comunidad germánica ligada al Fondaco dei Tedeschi.
La identificación del sujeto ha sido posible gracias a la existencia de una copia en miniatura en la Staatliche Kunstsammlungen de Weimar, en la cual se cita el nombre. El mismo personaje aparece además a la izquierda en la procesión de los religiosos en el retablo de la Fiesta del Rosario, pintada también por Durero en el mismo año.
Una diferencia del retrato frente a la miniatura de Weimar es que la miniatura es de medio cuerpo, lo que sugiere que la tabla fuera originariamente más grande.
La obra se encuentra en Inglaterra desde el siglo XVII, cuando formó parte de las colecciones de Carlos I.

## Descripción y estilo
El hombre aparece representado a medio busto, con la cabeza de tres cuartos hacia la izquierda, que no mira el espectador, sobre un fondo oscuro uniforme. Viste un manto negro, ribeteado de piel, una casaca oscura y un jubón rojo, bajo el cual se ve la fina camisa blanca; en la cabeza luce una gorra oscura de terciopelo. La media melena rubio rojiza cae a a los lados del rostro enmarcándolo. Las facciones son nórdicas: ojos claros y rasgados, una nariz pronunciada, pómulos afilados, boca pequeña de labios gruesos y barbilla fuerte, con hoyuelo.
La negativa de acentuar las características psicológicas del modelo deriva de Giovanni Bellini, y muestra signos de interés por las novedades artísticas introducidas por Giorgione y Tiziano.